# 李珪
| 姓名         | 李珪      |
| 出身地       | -         |
| 職官         | 幕僚      |
| 陣営・所属等 | 劉表→劉琮 |
| 家族・一族   | -         |

李 珪（り けい）は、中国の通俗歴史小説『三国志演義』に登場する架空の政治家。荊州の諸侯劉表の幕僚。
劉表死後、蔡瑁が作った偽の遺言状により劉琮が後継されようとすると、兄劉琦を思って躊躇する劉琮を李珪は支持し、劉琦を迎えるべきと進言する。しかし、蔡瑁と言い争いになり、ついに処刑されてしまう。このとき李珪は処刑の直前まで蔡瑁を罵り続けている。